# Керченський судноремонтний завод
45°21′31″ пн. ш. 36°28′43″ сх. д. / 45.35861° пн. ш. 36.47861° сх. д.
Керченський судноремонтний завод — українське державне судноремонтне підприємство, яке займається ремонтом суден різного призначення, будівництвом маломірних суден, виробництвом продукції машинобудування. Розташоване в бухті Керченської протоки, в центральній частині м. Керч.
Одне з найстаріших судноремонтних підприємств у Криму. Має потужну енергетину базу й технічну обладнаність, гідротехнічні споруди.

## Історія
Відомості щодо майстерень збереглися ще від 1905 року. До 1915 року майстерні вже мали в своєму складі ливарський і механічний цехи, два причали, кузню й трубномідницьке відділення. На той час і ще більше 15 років потому судна ремонтувалися в еллінгу. Півсотні чоловік вручну витягали на берег невеликі судна, на декілька днів відриваючись від свої основних робіт. Тільки до 1933 року майстерні обладнали електричними лебідками. Ремонтники крокували в ногу з часом і швидко впроваджували новинки в методах газо- і електрозварювання, опанували створення запасних частин імпортних суднових двигунів внутрішнього згоряння. Народний комісар водного транспорту видав наказ №219  від 1936 року, який присвоїв Керченським судноремонтним майстерням назву судноремонтний завод.
Німецько-радянська війна змусила завод перекваліфікуватися з цивільного підприємства в завод для переобладнання суден на військові кораблі й їх озброєння. СРЗ отримав замовлення на виготовлення корпусів авіабомб, мінометів, ручних гранат. Завод до останнього ремонтував флот і став єдиним підприємством не демонтованим повністю. Робітники покинули місто 12 листопада 1941 року, а вже за 3 дні Керч зайняли німці (перша окупація). Через півтора місяця радянські війська відкинули їх назад і робітники повернулися до роботи. Лінія фронту проходила через місто 4 рази, безкінечні бомбардування повністю зруйнували завод. Не ивлячись на це обладнання, яке вціліло, було перенесене й успішно працювало в підземних штольнях. Від 1942 до 1944 року війна припинила діяльність заводу повністю.
В 1944 році завод відновили в будівлі колишньої табачної фабрики Месаксуді. В переші післявоєнні роки основним завданням підприємства було відновлення суден, які було пошкоджено в боях.
60ті -80ті роки ХХ ст. стали періодом найбільшого розквіту заводу. СРЗ почав здійснювати частковий і капітальний ремонт суден, виготовляв продукцію машинобудування.

### Після відновлення незалежності
Розпад СРСР підкосив Керченського гіганта. Підприємство занепадало. До 2008 року у заводу накопичилися величезні борги, не дивлячись на що СРЗ впродовжував працювати, ремонтуючи українські та іноземні судна.
На думку галузевих експертів завод здатний покращити свої показники. На підприємстві є два плавучих доки, встановлено універсальне обладнання, різнопрофільність й зручна акваторія дозволяє ремонтувати судна типу «ріка-море». Це вигідно відрізнє завод від інших судноремонтних заводів Чорного й Азовського морів. На СРЗ ремонтують також багато російських суден. Чорноморські порти в Росії майже всі замерзають взимку, а до прикладу, Новоросійський порт, хоч і не замерзає, але не користується великою популярністю для ремонту кораблів через примхи погоди в цьому регіоні.

## Напрями роботи
- очистка, фарбування й ремонт суднових конструкцій;
- ремонт суднових механізмів, електрообладнання й радіонавігаційного обладнання;
- ремонт і виготовлення суднових меблів.